# Artas, Isère
Artas là một xã thuộc tỉnh Isère, vùng Rhône-Alpes đông nam nước Pháp. Xã này nằm ở khu vực có độ cao từ 364-507 mét trên mực nước biển.